# Вулиця Опанаса Сластіона (Київ)
Ву́лиця Опана́са Сластіо́на — вулиця в Дарницькому районі міста Києва, селище Бортничі. Пролягає від вулиці Коцюбинського до Заплавної вулиці.
Прилучаються вулиця Йоганна Вольфганга Ґете та провулок Богдана-Ігоря Антонича.

## Історія
Виникла в 1930-х роках, мала назву вулиця Енгельса.
Сучасна назва на честь архітектора та художника Опанаса Сластіона — з грудня 2022 року.